# Archiblatta hoeveni
Archiblatta hoeveni är en kackerlacksart som beskrevs av Snellen van Vollenhoven 1862. Archiblatta hoeveni ingår i släktet Archiblatta och familjen storkackerlackor. Inga underarter finns listade i Catalogue of Life.